# Namibische Futsalnationalmannschaft
Die namibische Futsalnationalmannschaft, inoffiziell als Brave Fives (tapfere fünf) bekannt, ist die Nationenauswahl Namibias im Futsal, der einzigen von der FIFA anerkannten Variante des Hallenfußballs. Eine Nationalmannschaft wurde erstmals im Januar 2024 einberufen und trat erstmals am 3. Februar 2024 im Qualifikationsspiel für die Futsal-Afrikameisterschaft 2024 gegen Tansania an. Das Spiel ging in Windhoek mit 2:5 verloren. Im Rückspiel gab es einen Sieg, wodurch sich die namibische Nationalmannschaft für den Kontinentalwettbewerb qualifizieren konnte.
Dachverband der Sportart ist der 2021 gegründete Verband Futsal Namibia, der von der Namibia Football Association anerkannt ist.

## Kader
Kader für die Qualifikation zur Afrikameisterschaft 2024 gegen Tansania am 3. Februar 2024. Nationaltrainer ist Ryan Jago.
| Cee-Jay Van Wyk (Selecao) |
| Riya Usurua (Ballers)     |
| Alpha Sanhoh (Quality)    |

| Eduardo Solunga (Quality)     |
| Donald Modise (Ballers)       |
| Nanguei Kamatuka (WHK Futsal) |

| Georga Haikali (Ballers)    |
| Maximillian Boll (Ballers)  |
| Vilo Lawrence (Selecao)     |
| Daniel Kagiso (WHK Futsal)  |
| Denzel Mulunga (WHK Futsal) |

| Remario Mathys (Chile)   |
| Wesley Otto (Chile)      |
| Johannes Naiteta (Chile) |
| Ken Salote (Selecao)     |

## Abschneiden bei Turnieren

### Futsal-Weltmeisterschaft
- 2024: nicht qualifiziert

### Futsal-Afrikameisterschaft
- 2024: Vorrunde

## Liste der Länderspiele
1. 3. Februar 2024, Windhoek Show Grounds, Windhoek, Namibia:  Namibia 2:5 Tansania
2. 9. Februar 2024, Daressalam, Tansania: Tansania  3:6 Namibia
3. 12. April 2024, Rabat, Marokko:  Namibia 4:5 Mauretanien
4. 14. April 2024, Rabat, Marokko: Ägypten  10:3 Namibia
5. 16. April 2024, Rabat, Marokko: Libyen  11:5 Namibia